# Federazione astronautica internazionale
La Federazione astronautica internazionale o IAF (acronimo di  International Astronautical Federation) è una federazione mondiale delle organizzazioni attive nel settore spaziale, con sede a Parigi.
A marzo 2012, comprende 226 membri appartenenti a 59 nazioni, e il suo presidente è Berndt Feuerbacher.
È collegata all'Accademia internazionale di astronautica e all'Istituto internazionale di legge spaziale, insieme ai quali organizza ogni anno il Congresso astronautico internazionale.
In collaborazione con le Nazioni Unite, inoltre, la IAF organizza ogni anno lo Space Workshop for Developing Nations.

## Storia
La Federazione  astronautica internazionale è stata fondata il 4 settembre 1951 a Londra come associazione non governativa. 
Le seguenti società parteciparono alla fondazione:
- Argentina: Sociedad Argentina
- Austria: Interplanetaria Osterreichische GfW
- Francia: Groupement Astronautique Français
- Germania: GfW Stuttgart, GfW Hamburg
- Italia:  Associazione italiana di aeronautica e astronautica
- Spagna: Associación Espanola de Astronautica
- Svezia: Svenska Interplanetaria Selskap
- Svizzera: Schweizerische Astronautische
- Regno Unito: British Interplanetary Society
- Stati Uniti: American Rocket Society, Pacific Rocket Society, Rocket Society Research

Il suo primo presidente fu l'ingegnere aeronautico Eugen Sänger.

### Presidenti
- 1951-1953 Eugen Sänger, Germania Ovest
- 1953-1956 Frederick Durant III, USA
- 1956-1957 Leslie Shepherd, Regno Unito
- 1957-1959 Andrew Haley, USA
- 1959-1961 Leonid Sedov, URSS
- 1961-1962 Joseph Pérès, Francia
- 1962-1964 Edmond Brun, Francia
- 1964-1966 William Pickering, USA
- 1966-1968 Luigi Gerardo Napolitano, Italia
- 1968-1970 Elie Carafoli, Romania
- 1970-1972 André Jaumotte, Belgio
- 1972-1974 Luigi Gerardo Napolitano, Italia
- 1974-1976 Léonard Jaffe, USA
- 1976-1978 Marcel Barrère, Francia
- 1978-1980 Roy Gibson, Regno Unito
- 1980-1982 Luboš Perek, Cecoslovacchia
- 1982-1984 Roger Chevalier, Francia
- 1984-1986 Jerry Grey, USA
- 1986-1988 Johannes Ortner, Austria
- 1988-1990 George Van Reeth, Belgio
- 1990-1994 Alvaro Azcarraga, Spagna
- 1994-1998 Karl Doetsch, Canada
- 1998-2000 Tomifumi Godai, Giappone
- 2000-2004 Marcio Barbosa, Brasile
- 2004-2008 James Zimmerman, USA
- 2008-2012 Berndt Feuerbacher, Germania
- 2012-oggi Kiyoshi Higuchi, Giappone